# The Anthem (låt av Good Charlotte)
The Anthem är en singel från albumet The Young and the Hopeless, av Good Charlotte.
Låten låg ett tag på 10:de plats på Sverigetopplistan 2004.